# 강구조 공학
강구조 공학(剛構造 工學, Steel structure engineering)은 강재를 이용해 구조물을 만드는 구조공학의 세부 분야이다. 건축, 토목 분야에서 구조물이 커지고 길어지면서, 철근 콘크리트만으로는 한계가 있었기 때문에 강재를 이용해 건축물을 짓게 되었다. 2009년 한국 강구조학회에서는 건축구조와 토목구조의 공통 설계 기준으로 '하중 저항계수법에 의한 강구조설계기준'을 제정했고 2014년 개정하였다. 건축구조 기준과 동일한 내용으로 되어 있다. 건축구조 기준에서 강구조 설계는 한계상태설계법을 사용한다.

## 강구조 설계
강구조 설계에는 허용응력설계법과 한계상태설계법 두 가지의 설계원리가 사용된다. 허용응력설계법은 과거에 사용되던 방법으로 최근에는 확률을 바탕으로 한 한계상태설계법으로 바뀌어가고 있다. 한계상태설계법은 시공상의 변수, 하중의 불확실성을 포함시켜 설계하는 방법이다. 한계상태설계법은 사용성 한계상태와 강도 한계상태에 대해 다룬다. 안전율을 적용한 구조물의 저항능력을 R이라 하고 하중을 Q라고 하면, 허용응력설계법에선 단순히 R과 Q를 비교해서 R>Q이면 안전, R=Q이면 한계 상태, R<Q이면 파괴로 나누었다면, 한계상태설계법에서 강도 한계상태는 저항계수(강도 감소 계수) Φ와 하중계수 γ를 포함시킨 식을 사용한다.
{\displaystyle R_{u}\leq \phi R_{n}}
{\displaystyle R_{u}} : 소요강도 {\displaystyle (R_{u}=\sum _{i=1}\gamma _{i}Q_{i})}
{\displaystyle R_{n}} : 공칭강도
{\displaystyle Q_{i}} : 하중효과
저항계수 Φ는 1보다 작은 값, 하중계수 γ는 1보다 큰 값을 이용한다.

## 참고 문헌
- 한국강구조학회 (2019). 《강구조공학》. 구미서관.